# Ткаченко Валентина Григорівна
Ткаченко Валентина Григорівна (нар. 13 грудня 1949, Ворошиловград, УРСР, СРСР) — український науковець та функціонер у галузі освіти, ректор Луганського національного аграрного університету (1996—2014), доктор економічних наук, професор (позбавлена звання 2015 року), член-коресподент НААНУ (виведена зі складу 2017 року), діяч угруповання ЛНР.

## Біографія
Народилася 13 грудня 1949 року у місті Ворошиловград (нині Луганськ), Української РСР. Навчалася у Луганському промислово-економічному технікумі, після закінчення якого у 1969 році вступила на економічний факультет Ленінградського державного університету, де здобула фах викладача політичної економії у 1974 році. Після закінчення університету повернулася до Ворошиловграда, де почала працювати викладачем у місцевому Інституті сільського господарства.
1978 року здобула ступінь кандидата наук (тема дисертації «Аграрно-промислове формування та критерії розподілу їхнього прибутку»), а 1996 року захистила докторську дисертацію (тема «Соціально-економічний розвиток регіону в умовах становлення ринкових відносин»), а 1998 року отримала вчене звання професор. У 1981 році призначена завідувачкою кафедри політичної економії Ворошиловградського аграрного інституту. Під її науковим керівництвом вчені ступені здобули 3 доктори наук та 49 кандидатів наук, сама Валентина Ткаченко є автором 285 наукових робіт.
1996 року призначена виконувачем обов'язків ректора Луганського аграрного інституту, 1998 року затверджена на цій посаді. З 1998 року є академіком Академії економічних наук України, з 2007 — членом-кореспондентом Національної академії аграрних наук України (відділення аграрної економіки і продовольства). Крім того, Валентина Ткаченка має звання академіка Російської академії гуманітарних наук та Міжнародної академії наук та практики організації виробництва.
Перебувала на посаді ректора до 2014 року, коли через війну на сході України, відмовилась переводити очолюваний нею університет на територію, підконтрольну українському уряду, очоливши самозваний Луганський аграрний університет на території, підконтрольній бойовикам ЛНР.
Через співпрацю з ЛНР 2015 року указом міністерства освіти і науки України позбавлена звання професора. Національна академія аграрних наук вивела Ткаченко зі свого складу у 2017 році.

## Політична діяльність
За радянських часів була членом Комуністичної партії Радянського Союзу.
Виконувала обов'язки депутата Луганської обласної ради від Партії регіонів протягом трьох скликань. Під час президентських виборів 2010 року була довіреною особою кандидата у Президенти Віктора Януковича. Брала участь у розробці стратегії розвитку Луганської області до 2015 року та програмі підтримки українського села до 2015 року.
У травні 2015 року призначена «міністром освіти» ЛНР, проте вже у липні 2016 була звільнена. За інформацією українських ЗМІ Валентина Ткаченко могла бути заарештована представниками «МВС» ЛНР за звинуваченням у розтраті та привласненні коштів та майна.

## Нагороди
- Орден «Знак Пошани» (1986)
- Медаль «Ветеран праці» (1986)
- Медаль «10 років незалежності України» (2001)
- Почесна грамота Верховної Ради України (2001)
- Орден «За заслуги» III ступеня (2003)
- Орден княгині Ольги ІІІ ступеня (2009)
- Відмінник освіти України